# Luís Diogo
Luís Diogo é um argumentista e realizador de cinema português.
Em 1995 frequentou um curso de escrita de argumento com John Furey. A primeira experiência no cinema foi como argumentista de "A Bomba" de Leonel Vieira (2001).
Realiza as curtas "Desta água...", "Noite Gélida em Castelo Branco" e "Noite Fria em Castelo Branco".
Em 2012 realiza o seu primeiro filme: Pecado Fatal que foi pago por si que custou 10 mil euros. O filme fez o circuito de festivais como Huelva, Bogotá e Fantasporto.
O filme "Gelo", com um dos seus primeiros argumentos e que tinha subsídio do ICA desde 2005, é realizado por [Luís Galvão Teles] e [Gonçalo Galvão Teles] e estreia em 2016.

## Filmografia
- 2001 - A Bomba - argumento
- 2005 - 1911 - argumento
- 2012 - Pecado Fatal - argumento e realização
- 2016 - Gelo - argumento
- 2017 - Vida Sublime (prevista) - argumento e realização